# Ida Holz
Ida Holz Bard, född 30 januari 1935 i Montevideo, är en uruguayansk ingenjör, datavetare och som ledde arbetet med att ta internet till Latinamerika.
Under 1970-talet var Holz en av de första tre kvinnorna i Uruguay att ta en examen i datavetenskap.
I början av 1990-talet arbetade Holz på Universidad de la Republica i Uruguay. Där ledde hon det team som såg till att Latinamerika fick sin första knutpunkt till internet. Hon fortsatte sedan arbetet med att få ut internet över hela kontinenten. Holz är grundare av Latin American Network Forum och the Latin American and Caribbean Internet Address Registry.
År 2013 valdes Ida Holz in i Internet Hall of Fame.